# Bibliothèque et pinacothèque Zelantea
La Bibliothèque et pinacothèque Zelantea (italien : Biblioteca e pinacoteca Zelantea) est une bibliothèque patrimoniale et un musée à Acireale, dans la province de Catane en Sicile, Italie. Elle est installée dans un palais néoclassique construit au début du XXe siècle par l'architecte Mariano Panebianco (it).

## Histoire
Elle tient son nom d'une société savante, l'Accademia degli Zelanti e dei Dafnici, qui est encore en activité ; l'Académie elle-même est issue de la fusion de l'Accadémia degli Zelanti, fondée en 1671, avec l'Accademia Dafnica, fondée en 1934. Par convention entre la municipalité d'Acireale et l'Académie passée dans les années 1960, la bibliothèque et pinacothèque Zelantea est soumise au contrôle d'un conseil de surveillance composé de trois représentants de l'Académie et de deux de la Ville.

## Collections

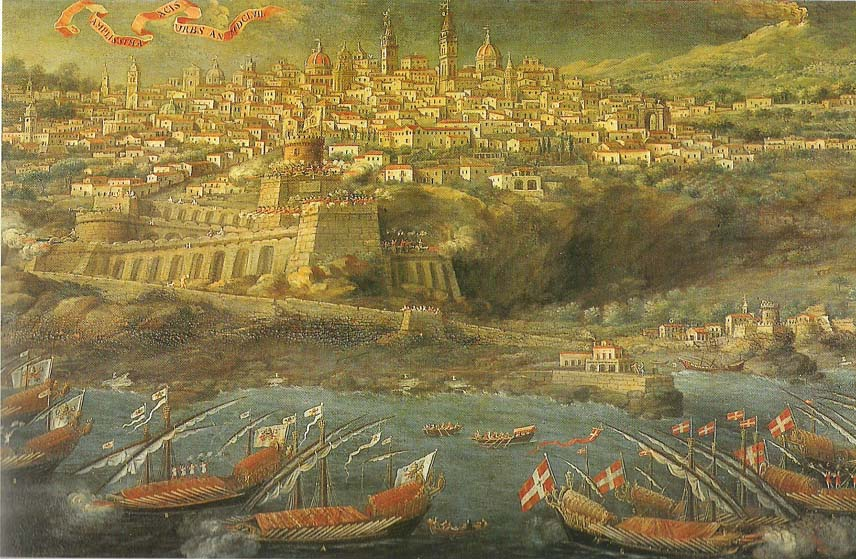
Vue d'Acireale, lors du passage de la flotte de Martin de Redin, grand maître de l'ordre de Saint-Jean de Jérusalem, par Giacinto Platania, 1657.

### La bibliothèque
La bibliothèque Zelantea abrite plus de deux cent trente mille livres, ainsi que 1650 titres de périodiques. Le fonds ancien et précieux est constitué de plus de 56 000 volumes, dont 370 manuscrits, 74 incunables, et plus de 1000 éditions du XVIe siècle.
Parmi les ouvrages remarquables, figurent des ouvrages de botanique, médecine et les sciences naturelles, dont l'Acis Hortus Regius, un herbier peint, réalisé en 1811 par le peintre Emanuele Grasso à la demande du pharmacien Giuseppe Riggio, composé de 749 planches à l'aquarelle représentant des plantes cultivées dans le jardin botanique de Riggio.
Plusieurs fonds constitués figurent dans les collections : le fonds des communautés religieuses supprimées (Capucins, Franciscains, Carmes, Oratoriens, Augustins Déchaux) avec six mille volumes ; un fonds d'affiches siciliennes de 1812 à 1860 ; le fonds Venerando La Spina de 6000 volumes ; le fonds du prince Pompeo Borgia ; les fonds Lionardo Vigo et Savaltore Vigo, importants pour la culture et l'histoire de la Sicile.
Jusqu'en 1975, la bibliothèque conservait dans ses locaux les archives historiques d'Acireale, qui ont été ensuite transférées dans un autre bâtiment.

### Le musée
En 1850 Paolo Leonardi Pennisi lègue une importante collection d'œuvres d'art à l'Accademia degli Zelanti, collection qui constitue le premier noyau de la Pinacoteca Zelantea. D'autres dons s'y ajoutent au fil du temps, en particulier les œuvres d'un artiste d'Acireale Rosario Spina dans les années trente. Un premier catalogue des peintures est réalisé par le chanoine Vincenzo Raciti Romeo et la collection est ouverte au public en 1915.
Le musée conserve des peintures du XVIIe siècle au XIXe siècle : Domenichino, Le Guerchin, école de Pietro Novelli, Matteo Ragonisi, Antonino Bonaccorsi, Vito et Alessandro d'anna, Giovanni Tuccari, Pierre, Paul et Alessandro Vasta, Giacinto Platania, Albrecht Dürer, Luca Giordano, Giuseppe Sciuti, Rosario Spina, Michele Spina, Rosario Anastasi, Giuseppe Patania, Antonio Filocamo, Mattia Preti, école de Pierre Paul Rubens). Ses collections comportent également des dessins anciens  italiens et français , ainsi que des gravures de Guido Reni et des eaux-fortes de Van Dyck.
Le musée conserve également des collections archéologiques, dont un buste en marbre, découvert en 1675 à Capomulini près d'Acireale, qui a été identifié comme un portrait de Jules César en 1933 ,, mais ce buste du milieu du Ier siècle av. J.-C., d'après des recherches plus récentes, est anonyme , ainsi que des objets découverts lors des fouilles de Santa Venera al Pozzo , une collection d'armes, des collections de minéraux, de monnaies  et des fossiles.

## Galerie

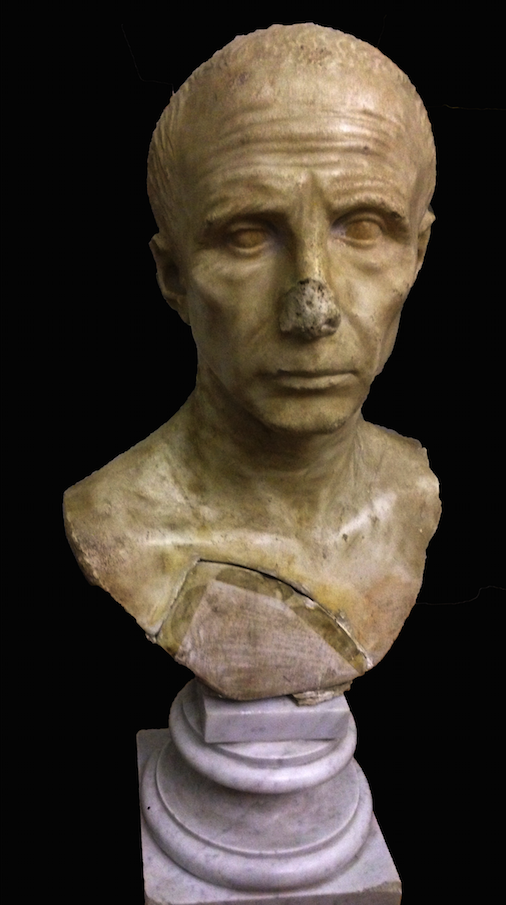
Buste antique dit de César
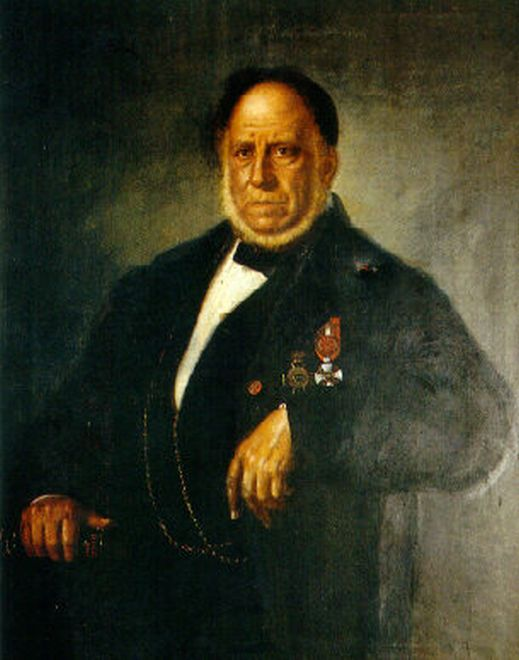
Antonino Bonaccorsi, Portrait de Lionardo Vigo.
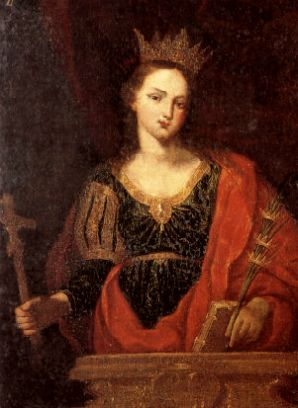
Giacinto Platania, Sainte Venera, XVIIe siècle.
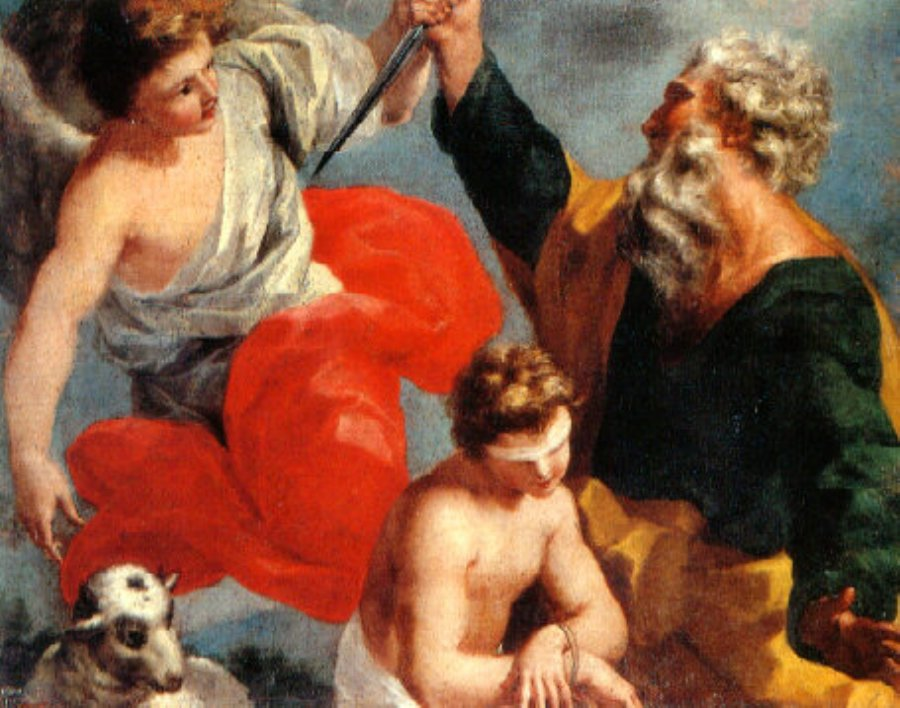
Antonio Filocamo, Le sacrifice d'Isaac, 1712.
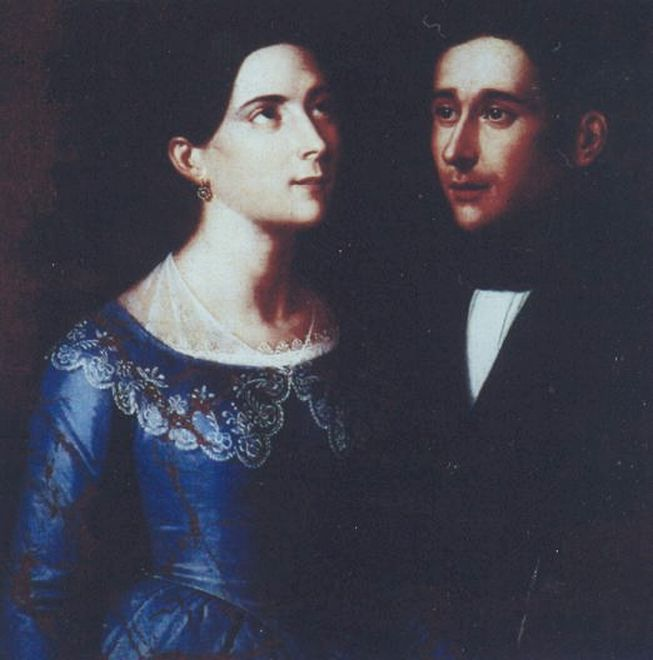
Giuseppe Patania, Portrait de Mariano Leonardi Gambino et de sa femme, XIXe siècle.
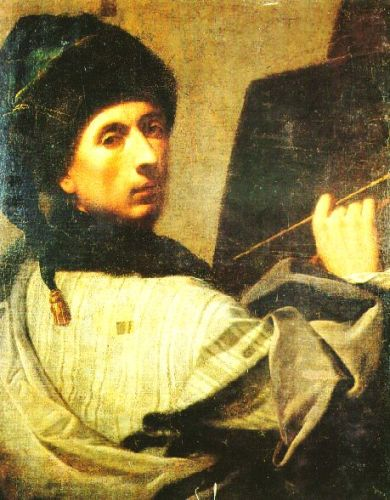
Vito d'Anna, Autoportrait.
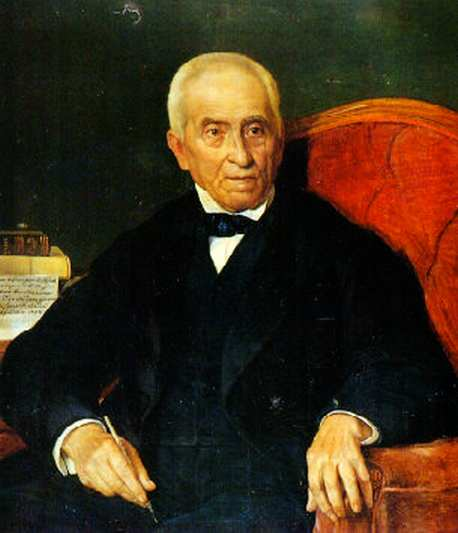
Portrait de Salvatore Vigo